# Список объектов всемирного наследия ЮНЕСКО в Объединённых Арабских Эмиратах
В Объединённых Арабских Эмиратах 1 объект всемирного наследия ЮНЕСКО по состоянию на 2020 год.
Кроме этого, по состоянию на 2023 год, 17 объектов на территории ОАЭ находятся в числе кандидатов на включение в список всемирного наследия.

## Список
В данной таблице объекты расположены в хронологическом порядке их добавления в список всемирного наследия ЮНЕСКО.
| # | Изображение | Название                                                                                               | Местоположение   | Время создания  | Год внесения в список | №    | Критерии   |
| - | ----------- | --- | ---------------- | --------------- | --------------------- | ---- | ---------- |
| 1 |             | Культурные объекты Эль-Айн: Джабаль-Хафит, Хили, Бидаа-Бинт-эль-Азиз и оазисы этого района араб. العين‎ | Эмират: Абу-Даби | с 2500 до н. э. | 2011                  | 1343 | iii, iv, v |

## Предварительный список
В таблице объекты расположены в порядке их добавления в предварительный список. В данном списке указаны объекты, предложенные правительством ОАЭ в качестве кандидатов на занесение в список всемирного наследия.
| #  | Изображение | Название                                                | Местоположение          | Время создания    | Год внесения в список | №    | Критерии          |
| -- | ----------- | ------------------------------------------------------- | ----------------------- | ----------------- | --------------------- | ---- | ----------------- |
| 1  |             | Поселение и кладбище на острове Умм ан-Нар              | Эмират: Абу-Даби        | Бронзовый век     | 2012                  | 5660 | ii, iii           |
| 2  |             | Остров Сир-Абу-Нуайр                                    | Эмират: Шарджа          | —                 | 2012                  | 5661 | ix, x             |
| 3  |             | Дубай-Крик                                              | Эмират: Дубай           | С XVI века        | 2012                  | 5662 | ii, iii, v        |
| 4  |             | Археологический памятник Эд-Дур                         | Эмират: Умм эль-Кайвайн | С каменного века  | 2012                  | 5663 | iii               |
| 5  |             | Мечеть Аль-Бидья                                        | Эмират: Эль-Фуджайра    | XV век            | 2012                  | 5665 | iii               |
| 6  |             | Шарджа — ворота Договорного Омана                       | Эмират: Шарджа          |                   | 2014                  | 5941 |                   |
| 7  |             | Сабха в Абу-Даби                                        | Эмират: Абу-Даби        | -                 | 2018                  | 6352 | viii              |
| 8  |             | Культурный ландшафт Дхайя                               | Эмират: Рас-эль-Хайма   | 5000 лет назад    | 2020                  | 6463 | v                 |
| 9  |             | Центр торговли жемчугом Джазират-аль-Хамра              | Эмират: Рас-эль-Хайма   | XVII век          | 2020                  | 6464 | iii, v            |
| 10 |             | Торговый город Джульфар                                 | Эмират: Рас-эль-Хайма   | С V века          | 2020                  | 6465 | iii, iv, v        |
| 11 |             | Шималь                                                  | Эмират: Рас-эль-Хайма   | 3200 лет до н. э. | 2020                  | 6466 | i, ii, iii, iv, v |
| 12 |             | Национальный парк Вади-Урайя                            | Эмират: Эль-Фуджайра    |                   | 2021                  | 6554 | vii, x            |
| 13 |             | Палеоландшафт Файя                                      | Эмират: Шарджа          | -                 | 2023                  | 6653 | iii, iv           |
| 14 |             | Млейха — поздний доисламский центр Юго-Восточной Аравии | Эмират: Шарджа          |                   | 2023                  | 6643 | ii, iii, iv       |
| 15 |             | Наскальное искусство эмирата Шарджа                     | Эмират: Шарджа          |                   | 2023                  | 6642 | ii, iii           |
| 16 |             | Вади Аль-Хело: наследие бронзового века                 | Эмират: Шарджа          |                   | 2023                  | 6641 | iii, iv, v        |
| 17 |             | Археологический ландшафт Хатта                          | Эмират: Дубай           |                   | 2023                  | 6664 | iii, v            |